# Pissed Elin
Pissed Elin är en tre meter hög skulptur i målad aluminium som sattes upp i Växjö i mars 2017. Verket är skapat av Sara Möller och tillägnat författaren Elin Wägner och hennes avtryck i historien. Skulpturen blev vald att vara en del av Växjö Art Site i en omröstning i december 2015. Bland annat har namnet Pissed Elin blivit kritiserat som plumpt och missvisande. Skulpturen har även kritiserats av Elin Wägnersällskapet. I november 2016 gav Växjö kommun tillstånd och klartecken för att sätta upp skulpturen vid Växjösjön, vilket också skedde.